# Saison 1955-1956 du Stade rennais UC
Maillots
Chronologie
Saison précédente Saison suivante
La saison 1955-1956 du Stade rennais Université Club débute le 21 août 1955 avec la première journée du Championnat de France de Division 2, pour se terminer le 27 mai 1956 avec la dernière journée de cette compétition. Au terme de la saison, le Stade rennais UC est sacré champion de France de deuxième division et monte en Division 1.
Le Stade rennais UC est également engagé en Coupe de France. Éliminé dès les seizièmes de finale, il est ensuite reversé en Coupe Charles Drago.

## Résumé de la saison
À l'issue de cette saison 1955-1956, le Stade rennais obtient son billet pour son retour en Division 1, trois ans après l'avoir quittée. Ce grand retour aurait cependant s'effectuer avec une saison d'avance. À l'issue de la saison 1954-1955 de Division 2, le Red Star Olympique est déchu de sa seconde place, étant convaincu de corruption. Au vu de cette décision, il est proposé au Stade rennais de prendre la place du Red Star parmi l'élite, mais le club décline cette invitation, ne s'estimant pas capable d'assumer sportivement cette promotion inattendue. C'est finalement l'AS Troyenne et Savinienne, 17e de D1, qui est maintenue dans l'élite.
Les Rennais repartent donc pour une nouvelle saison en D2. Un changement d'entraîneur s'opère. Salvador Artigas repart à la Real Sociedad, et est remplacé par son ancien coéquipier Henri Guérin qui, comme l'Espagnol et son prédécesseur François Pleyer, officiera comme entraîneur-joueur. Outre Guérin, l'autre recrue majeure de l'intersaison se nomme Antoine Cuissard. L'international français était courtisé de longue date par le Stade rennais, qu'il rejoint enfin. Autres recrues, Émile Legangnoux, déjà passé par le Stade rennais UC en 1948-1949, et le jeune défenseur Yves Boutet qui se fera rapidement une place dans l'effectif rouge et noir. Côté départs, outre Artigas, le Stade rennais voit partir à la retraite son attaquant suédois Bengtsson, quand Henri Baillot va user ses derniers crampons dans sa région natale, à Bar-le-Duc.
Sur le terrain, les performances rennaises, bien que moins catastrophiques défensivement - notamment à l'extérieur -, seront sensiblement similaires à celles de l'année précédente. Dans un championnat au niveau plus resserré qu'en 1954-1955, cela suffira à propulser Henri Guérin et ses joueurs parmi les prétendants à une promotion directe. Pendant la phase aller, les "Rouge et Noir" concèdent cinq de leurs sept défaites de la saison, ce qui a pour effet de les tenir de temps en temps éloignés du podium.
Pendant l'hiver et au début du printemps, ils passent la vitesse supérieure, et restent invaincus (9V-3N-0D) entre le 11 décembre et le 1er avril. Une performance qui permet aux Rennais de s'emparer mi-février de la tête du classement, sans parvenir à distancer ses trois principaux poursuivants : Valenciennes FC, Béziers et Angers. Obtenant trois victoires lors des trois dernières journée de la saison, ils finissent par conserver leur première place et du même coup leur précieux sésame pour l'étage supérieur.
Les coupes n'auront - une nouvelle fois - pas sourit aux Rennais. Après avoir sorti le Stade briochin et le CO Vincennes, ils chutent en Coupe de France à l'issue de trois matchs acharnés face au FC Grenoble. Engagés par la suite en Coupe Drago, les "Rouge et Noir" réussissent l'exploit d'éliminer Toulouse (D1), mais tombent face au FC Metz (D1 également) dans un match disputé sur terrain neutre... à Casablanca.

## Transferts en 1955-1956
| Nom                  | Nationalité | Provenance/Destination      |
| Arrivées             |             |                             |
| Yves Boutet          | France      | TA Rennes                   |
| Pierre Chopin        | France      | TA Rennes                   |
| Antoine Cuissard     | France      | OGC Nice                    |
| Henri Guérin         | France      | AS Aix-en-Provence          |
| Jean Lairy           | France      | Voltigeurs de Châteaubriant |
| Émile Legangnoux     | France      | Le Havre AC                 |
| Jean Louradour       | France      | SC Nazairien                |
| Gérard Souchet       | France      | GSI Pontivy                 |
| Départs              |             |                             |
| Salvador Artigas     | Espagne     | Real Sociedad               |
| Henri Baillot        | France      | Bar-le-Duc                  |
| Robert Baucomont     | France      | USB Longwy                  |
| Pär Bengtsson        | Suède       | arrêt                       |
| Jean-Paul Derousseau | France      | Lille OSC                   |
| René Krumm           | France      | FC Saint-Louis              |
| Alain Pécout         | France      | US Le Mans                  |
| Robert Ponceau       | France      | US Janzé                    |
| Léon Rossi           | France      | AS Cannes                   |
| Roger Vialleron      | France      | arrêt                       |

## L'effectif de la saison
| Poste¹ | Nat.² | Nom                 | Naissance        | Sélection³ | Championnat | Championnat | Coupe France | Coupe France | Coupe Drago | Coupe Drago | Total Saison | Total Saison |
| Poste¹ | Nat.² | Nom                 | Naissance        | Sélection³ | M           | But inscrit | M            | But inscrit  | M           | But inscrit | M            | But inscrit  |
| ------ | ----- | ------------------- | ---------------- | ---------- | ----------- | ----------- | ------------ | ------------ | ----------- | ----------- | ------------ | ------------ |
| A      | FRA   | Marcel Abautret     | 14 février 1926  | -          | 9           | 0           | 2            | 0            | 0           | 0           | 11           | 0            |
| D      | FRA   | René Billon         | 2 août 1931      | -          | 28          | 0           | 4            | 0            | 1           | 0           | 33           | 0            |
| D      | FRA   | Yves Boutet         | 3 décembre 1936  | -          | 11          | 0           | 2            | 0            | 2           | 0           | 15           | 0            |
| A      | ESP   | José Caeiro         | 17 février 1925  | -          | 34          | 17          | 3            | 4            | 2           | 0           | 39           | 21           |
| A      | FRA   | Pierre Chopin       | 20 avril 1931    | -          | 0           | 0           | 1            | 0            | 0           | 0           | 1            | 0            |
| M      | FRA   | Jean Cueff          | 6 novembre 1931  | -          | 24          | 0           | 4            | 0            | 1           | 1           | 29           | 1            |
| M      | FRA   | Antoine Cuissard    | 19 juillet 1924  | A          | 35          | 12          | 3            | 0            | 2           | 1           | 40           | 13           |
| A      | FRA   | Jean Grumellon      | 1er juin 1923    | A          | 28          | 17          | 3            | 1            | 0           | 0           | 31           | 18           |
| D      | FRA   | Henri Guérin        | 27 août 1921     | A          | 18          | 0           | 2            | 0            | 0           | 0           | 20           | 0            |
| A      | FRA   | Serge Hidalgo       | 22 mars 1933     | -          | 7           | 0           | 3            | 1            | 0           | 0           | 10           | 1            |
| G      | FRA   | Bernard Josse       | 17 janvier 1932  | -          | 0           | 0           | 0            | 0            | 0           | 0           | 0            | 0            |
| A      | FRA   | Jean Lairy          | 28 janvier 1933  | -          | 4           | 0           | 0            | 0            | 0           | 0           | 4            | 0            |
| D      | FRA   | Guillaume Le Boëdec | 14 novembre 1929 | -          | 23          | 0           | 3            | 0            | 0           | 0           | 26           | 0            |
| M      | FRA   | Paul Le Dren        | 25 janvier 1929  | -          | 35          | 4           | 2            | 0            | 2           | 0           | 39           | 4            |
| A      | FRA   | Émile Legangnoux    | 12 février 1925  | -          | 26          | 1           | 3            | 0            | 2           | 1           | 31           | 2            |
| A      | FRA   | Yves Legrand        | 4 février 1935   | -          | 30          | 11          | 2            | 1            | 2           | 1           | 34           | 13           |
| A      | FRA   | Jean Louradour      | 16 janvier 1935  | -          | 13          | 4           | 3            | 3            | 0           | 0           | 16           | 7            |
| A      | FRA   | Bernard Maiseau     | 10 août 1928     | -          | 7           | 1           | 2            | 0            | 1           | 0           | 10           | 1            |
| G      | FRA   | Louis Pinat         | 12 août 1929     | B          | 38          | 0           | 5            | 0            | 2           | 0           | 45           | 0            |
| D      | FRA   | Jacques Poulain     | 6 août 1932      | -          | 33          | 0           | 2            | 0            | 2           | 0           | 37           | 0            |
| A      | FRA   | Gérard Souchet      | 11 juillet 1933  | -          | 6           | 0           | 2            | 0            | 2           | 1           | 10           | 1            |
| D      | FRA   | Yves Toupel         | 25 décembre 1932 | -          | 9           | 0           | 4            | 0            | 1           | 0           | 14           | 0            |

- 1 : G, Gardien de but ; D, Défenseur ; M, Milieu de terrain ; A, Attaquant
- 2 : Nationalité sportive, certains joueurs possédant une double-nationalité
- 3 : sélection la plus élevée obtenue

## Équipe-type
Il s'agit de la formation la plus courante rencontrée en championnat.

## Les rencontres de la saison

### Liste
| Match | Date         | Compétition     | Tour                 | Adversaire      | Lieu ¹ | Score    | Class.   | Buteurs pour le Stade rennais             |
| ----- | ------------ | --------------- | -------------------- | --------------- | ------ | -------- | -------- | ----------------------------------------- |
| 1     | 21 août      | Division 2      | 1                    | Stade français  | E      | 3–1      | 6        | Grumellon Legrand                         |
| 2     | 28 août      | Division 2      | 2                    | Angers          | E      | 1–1      | 4        | Cuissard                                  |
| 3     | 4 septembre  | Division 2      | 3                    | Besançon        | D      | 3-2      | 2        | Maiseau Grumellon Carra (csc)             |
| 4     | 11 septembre | Division 2      | 4                    | Valenciennes FC | E      | 1–3      | 8        | Caeiro                                    |
| 5     | 18 septembre | Division 2      | 5                    | CA Paris        | D      | 4–0      | 6        | Cuissard Caeiro Grumellon Legrand         |
| 6     | 25 septembre | Division 2      | 6                    | Toulon          | E      | 2-1      | 2        | Cuissard Caeiro                           |
| 7     | 2 octobre    | Division 2      | 7                    | Montpellier     | D      | 1-0      | 1        | Grumellon                                 |
| 8     | 9 octobre    | Division 2      | 8                    | Le Havre        | E      | 0–2      | 4        |                                           |
| 9     | 16 octobre   | Division 2      | 9                    | Aix-en-Provence | D      | 3–2      | 3        | Le Dren Grumellon                         |
| 10    | 23 octobre   | Division 2      | 10                   | Sète            | D      | 3–0      | 2        | Caeiro Grumellon                          |
| 11    | 30 octobre   | Division 2      | 11                   | Rouen           | E      | 0–1      | 4        |                                           |
| 12    | 1er novembre | Division 2      | 12                   | Roubaix         | E      | 1-0      | 4        | Le Dren                                   |
| 13    | 6 novembre   | Division 2      | 13                   | Perpignan       | D      | 2-0      | 3        | Grumellon Legrand                         |
| 14    | 11 novembre  | Division 2      | 14                   | Grenoble        | E      | 0–0      | 3        |                                           |
| 15    | 13 novembre  | Division 2      | 15                   | Alès            | E      | 0–1      | 4        |                                           |
| 16    | 20 novembre  | Division 2      | 16                   | Cannes          | D      | 1-1      | 4        | Le Dren                                   |
| 17    | 27 novembre  | Division 2      | 17                   | Red Star        | D      | 1-0      | 3        | Grumellon                                 |
| 18    | 4 décembre   | Division 2      | 18                   | Béziers         | E      | 0–1      | 3        |                                           |
| 19    | 11 décembre  | Division 2      | 19                   | Nantes          | D      | 4–2      | 2        | Caeiro Grumellon                          |
| 20    | 18 décembre  | Coupe de France | 6e tour              | Saint-Brieuc    | D      | 4-1      | 4-1      | Louradour Caeiro Grumellon                |
| 21    | 25 décembre  | Division 2      | 20                   | Stade français  | D      | 3–2      | 2        | Louradour Caeiro                          |
| 22    | 1er janvier  | Division 2      | 21                   | Angers          | D      | 3-2      | 2        | Louradour Caeiro Legrand                  |
| 23    | 8 janvier    | Coupe de France | 1/32 finale          | Vincennes       | N      | 5-0      | 5-0      | Louradour Caeiro Legrand                  |
| 24    | 15 janvier   | Division 2      | 22                   | Besançon        | E      | 2–1      | 2        | Cuissard Louradour                        |
| 25    | 22 janvier   | Division 2      | 23                   | Valenciennes FC | D      | 4–3      | 2        | Le Dren Grumellon Legrand Schaeffer (csc) |
| 26    | 29 janvier   | Division 2      | 24                   | CA Paris        | E      | 0-0      | 2        |                                           |
| 27    | 5 février    | Coupe de France | 1/16 finale          | Grenoble        | N      | 1-1 a.p. | 1-1 a.p. | Hidalgo                                   |
| 28    | 12 février   | Division 2      | 25                   | Toulon          | D      | 2-0      | 1        | Legangnoux Caeiro                         |
| 29    | 16 février   | Coupe de France | 1/16 finale (rejoué) | Grenoble        | N      | 0-0 a.p. | 0-0 a.p. |                                           |
| 30    | 19 février   | Division 2      | 26                   | Rouen           | D      | 1–0      | 1        | Louradour                                 |
| 31    | 23 février   | Coupe de France | 1/16 finale (rejoué) | Grenoble        | N      | 0-2      | 0-2      |                                           |
| 32    | 4 mars       | Coupe Drago     | 2e tour              | Toulouse        | D      | 3-2      | 3-2      | Cuissard Legangnoux Souchet               |
| 33    | 8 mars       | Division 2      | 27                   | Grenoble        | D      | 3-0      | 1        | Cuissard Legrand                          |
| 34    | 11 mars      | Division 2      | 28                   | Alès            | D      | 0–0      | 1        |                                           |
| 35    | 18 mars      | Division 2      | 29                   | Perpignan       | E      | 2-2      | 1        | Cuissard Legrand                          |
| 36    | 25 mars      | Division 2      | 30                   | Aix-en-Provence | E      | 1–0      | 1        | Cuissard                                  |
| 37    | 1er avril    | Division 2      | 31                   | Le Havre        | D      | 2-3      | 2        | Cuissard Legrand                          |
| 38    | 8 avril      | Coupe Drago     | 3e tour              | Metz            | N      | 2-3      | 2-3      | Cueff Legrand                             |
| 39    | 15 avril     | Division 2      | 32                   | Nantes          | E      | 3–0      | 1        | Caeiro Legrand                            |
| 40    | 22 avril     | Division 2      | 33                   | Montpellier     | E      | 2–2      | 1        | Caeiro                                    |
| 41    | 29 avril     | Division 2      | 34                   | Béziers         | D      | 1–1      | 1        | Caeiro                                    |
| 42    | 6 mai        | Division 2      | 35                   | Sète            | E      | 0-2      | 2        |                                           |
| 43    | 13 mai       | Division 2      | 36                   | Red Star        | E      | 3–1      | 1        | Cuissard Caeiro Grumellon                 |
| 44    | 20 mai       | Division 2      | 37                   | Roubaix         | D      | 4–0      | 1        | Cuissard Caeiro Grumellon                 |
| 45    | 27 mai       | Division 2      | 38                   | Cannes          | E      | 3–1      | 1        | Cuissard Grumellon Legrand                |

- 1 N : terrain neutre ; D : à domicile ; E : à l'extérieur ; drapeau : pays du lieu du match international

## Bilan des compétitions
| Compétition         | Vainqueur final  | Débute au tour | Place ou tour final | Première rencontre | Dernière rencontre | Nombre |
| ------------------- | ---------------- | -------------- | ------------------- | ------------------ | ------------------ | ------ |
| Division 2          | Stade rennais UC | 1re journée    | 1er                 | 21 août 1955       | 27 mai 1956        | 38     |
| Coupe de France     | UA Sedan-Torcy   | 6e tour        | 1/16 de finale      | 18 décembre 1955   | 23 février 1956    | 5      |
| Coupe Charles Drago | Nîmes Olympique  | 2e tour        | 3e tour             | 4 mars 1956        | 8 avril 1956       | 2      |

### Division 2

#### Classement
| Rang | Équipe       | Pts | J  | G  | N  | P  | Bp | Bc | Diff |
| ---- | ------------ | --- | -- | -- | -- | -- | -- | -- | ---- |
| 1    | Rennes       | 54  | 38 | 23 | 8  | 7  | 69 | 38 | +31  |
| 2    | Angers       | 53  | 38 | 25 | 3  | 10 | 90 | 42 | +48  |
| 3    | Valenciennes | 51  | 38 | 22 | 7  | 9  | 80 | 39 | +41  |
| 4    | Béziers      | 51  | 38 | 20 | 11 | 7  | 69 | 43 | +26  |

- 1 et 2 : Promus en Division 1
- 3 : Barragiste avec le 16e de Division 1

#### Résultats
| Total  | Total  | Total | Total | Total | Total | Total | Total | Domicile | Domicile | Domicile | Domicile | Domicile | Domicile | Extérieur | Extérieur | Extérieur | Extérieur | Extérieur | Extérieur |
| Matchs | Points | V     | N     | D     | BP    | BC    | Diff. | V        | N        | D        | BP       | BC       | Diff.    | V         | N         | D         | BP        | BC        | Diff.     |
| ------ | ------ | ----- | ----- | ----- | ----- | ----- | ----- | -------- | -------- | -------- | -------- | -------- | -------- | --------- | --------- | --------- | --------- | --------- | --------- |
| 38     | 54     | 23    | 8     | 7     | 69    | 38    | +31   | 15       | 3        | 1        | 45       | 18       | +27      | 8         | 5         | 6         | 24        | 20        | +4        |

#### Résultats par journée
| Journée   | 01 | 02 | 03 | 04 | 05 | 06 | 07 | 08 | 09 | 10 | 11 | 12 | 13 | 14 | 15 | 16 | 17 | 18 | 19 | 20 | 21 | 22 | 23 | 24 | 25 | 26 | 27 | 28 | 29 | 30 | 31 | 32 | 33 | 34 | 35 | 36 | 37 | 38 |
| --------- | -- | -- | -- | -- | -- | -- | -- | -- | -- | -- | -- | -- | -- | -- | -- | -- | -- | -- | -- | -- | -- | -- | -- | -- | -- | -- | -- | -- | -- | -- | -- | -- | -- | -- | -- | -- | -- | -- |
| Terrain   | E  | E  | D  | E  | D  | E  | D  | E  | D  | D  | E  | E  | D  | E  | E  | D  | D  | E  | D  | D  | D  | E  | D  | E  | D  | D  | D  | D  | E  | E  | D  | E  | E  | D  | E  | E  | D  | E  |
| Résultats | V  | N  | V  | D  | V  | V  | V  | D  | V  | V  | D  | V  | V  | N  | D  | N  | V  | D  | V  | V  | V  | V  | V  | N  | V  | V  | V  | N  | N  | V  | D  | V  | N  | N  | D  | V  | V  | V  |
| Points    | 2  | 3  | 5  | 5  | 7  | 9  | 11 | 11 | 13 | 15 | 15 | 17 | 19 | 20 | 20 | 21 | 23 | 23 | 25 | 27 | 29 | 31 | 33 | 34 | 36 | 38 | 40 | 41 | 42 | 44 | 44 | 46 | 47 | 48 | 48 | 50 | 52 | 54 |
| Place     | 6  | 4  | 2  | 8  | 6  | 2  | 1  | 4  | 3  | 2  | 4  | 4  | 3  | 3  | 4  | 4  | 3  | 3  | 2  | 2  | 2  | 2  | 2  | 2  | 1  | 1  | 1  | 1  | 1  | 1  | 2  | 1  | 1  | 1  | 2  | 1  | 1  | 1  |

Source : Liste des rencontres

Terrain : D = Domicile ; E = Extérieur. Résultat: D = Défaite ; N = Nul ; V = Victoire.